# Esteban Fuertes
Pour les articles homonymes, voir Fuertes.
Esteban "Bichi" Fuertes est un ancien footballeur international argentin né le 26 décembre 1972 à Coronel Dorrego.

## Biographie

### Le début en Argentine
Formé au CA Independiente, Fuertes enchaîna les clubs du championnat argentin entre 1991 et 1999 en signant successivement au Club El Porvenir, CA Los Andes, CA Platense, Racing Club et au CA Colón. 

### La difficulté européenne
En juin 1999, Esteban Fuertes découvrit l'Europe en signant dans le club anglais de Derby County pour le montant de 2,3 millions de livres sterling  . Malheureusement son passage en Premier League est de courte durée : son visa en Angleterre se vit refusé par les autorités britanniques dû à une péremption de son passeport. Retournant au CA Colón, il revit l'Europe en 2000 en signant au Racing Club de Lens   La saison suivant il termina sa dernière saison européenne au sein du club espagnol du CD Tenerife.  

### Le retour au continent
En 2002, Esteban Fuertes fit son retour dans le championnat argentin en signant dans l'un des deux plus gros clubs du pays : River Plate. Il retrouva la saison suivante son ancien club du CA Colón, avant de partir vers le Chili en signant en 2007 pour l'Universidad Catolica. A la fin de cette saison, il retourna dans son club de toujours : le CA Colón où il aura joué au total plus de 250 matchs avec le club de Santa Fe et aura été devenu le meilleur buteur de l'histoire du club (128 buts) . IL termina sa carrière en signant un bail de six mois en Bolivie avec le club du Sport Boys Warnes en 2013 . 

### Sélection nationale
Auteur d'une très grosse saison en 2009 avec le CA Colón, Fuertes fût sélectionné par Diego Maradona pour jouer avec l'Albiceleste . En jouant le 20 mai 2009 face au Panama pour une victoire soldée par le score de 3-1, Fuertes devint à 36 ans le joueur le plus âgé fêtant sa première sélection. 

## Palmarès

### En club
- Champion d'Argentine (1) : en 2002 avec River Plate

### Récompenses individuelles
- Meilleur buteur du championnat argentin en 2000 : 17 buts avec le CA Colón
- Membre de l'équipe-type du championnat chilien en 2007 avec l'Universidad Catolica
- Meilleur buteur de l'histoire du CA Colón (128 buts)

- Plus vieux joueur convoqué avec l'Albiceleste (36 ans)